# Суперкубок Узбекистану з футболу
Суперкубок Узбекистану з футболу (узб. Oʻzbekiston Superkubogi / Ўзбекистон Суперкубоги) — одноматчевий турнір, у якому грають володар кубка Узбекистану і чемпіон попереднього сезону. У випадку, якщо кубок і чемпіонат виграла одна команда, то в суперкубку грають перша і друга команди чемпіонату.

## Історія
Був заснований в 1999 році, коли брали участь переможці Чемпіонату 1998 та Кубку Узбекистану 1998 року. Перша назва турніру — «Кубок президента Узбекистану» (узб. O'zbekiston Prezidenti Kubogi). У 2000—2013, 2017—2018, 2020 роках з різних причин турнір не проводився.
Був відроджений в 2014 році вже під назвою «Суперкубок Узбекистану».

## Розіграші
| Рік  | Переможець                                                                  | Рахунок      | Фіналіст                                          | Стадіон              | Глядачі |
| ---- | --------------------------------------------------------------------------- | ------------ | ------------------------------------------------- | -------------------- | ------- |
| 1999 | Навбахор (Наманган) володар Кубка Узбекистану 1998                          | 4:2          | Пахтакор (Ташкент) чемпіон Узбекистану 1998       | «Нефтчі», Фергана    | 6000    |
| 2014 | Буньодкор (Ташкент) чемпіон Узбекистану 2013 володар Кубка Узбекистану 2013 | 2:1          | Локомотив (Ташкент) віце-чемпіон Узбекистану 2013 | «Джар», Ташкент      | 4751    |
| 2015 | Локомотив (Ташкент) володар Кубка Узбекистану 2014                          | 4:0          | Пахтакор (Ташкент) чемпіон Узбекистану 2014       | «Буньодкор», Ташкент | 7216    |
| 2016 | Насаф (Карши) володар Кубка Узбекистану 2015                                | 1:0          | Пахтакор (Ташкент) чемпіон Узбекистану 2015       | «Буньодкор», Ташкент | 4748    |
| 2019 | Локомотив (Ташкент) чемпіон Узбекистану 2018                                | 2:1          | АГМК (Алмалик) володар Кубка Узбекистану 2018     | «Пахтакор», Ташкент  | 18171   |
| 2021 | Пахтакор (Ташкент) чемпіон Узбекистану 2020                                 | 1:0          | Насаф (Карши) віце-чемпіон Узбекистану 2020       | «Динамо», Самарканд  | 5165    |
| 2022 | Пахтакор (Ташкент) чемпіон Узбекистану 2021                                 | 1:0          | Насаф (Карши) володар Кубка Узбекистану 2021      | «Узбекистан», Яйпан  | 7215    |
| 2023 | Насаф (Карши) володар Кубка Узбекистану 2022                                | 2:1          | Пахтакор (Ташкент) чемпіон Узбекистану 2022       | «Согдіана», Джиззак  | 6501    |
| 2024 | Насаф (Карши) володар Кубка Узбекистану 2023                                | 1:1 пен. 4:3 | Пахтакор (Ташкент) чемпіон Узбекистану 2023       | «Міллій», Ташкент    | 14140   |
| 2025 | Насаф чемпіон Узбекистану 2024                                              | 1:0          | Андижан володар Кубка Узбекистану 2024            | «Міллій», Ташкент    | 13250   |

## Досягнення по клубам
| Клуб                | Роки перемог               | Роки поразок                     |
| ------------------- | -------------------------- | -------------------------------- |
| Насаф (Карши)       | 2016, 2023, 2024, 2025 (4) | 2021, 2022 (2)                   |
| Пахтакор (Ташкент)  | 2021, 2022 (2)             | 1999, 2015, 2016, 2023, 2024 (5) |
| Локомотив (Ташкент) | 2015, 2019 (2)             | 2014 (1)                         |
| Навбахор (Наманган) | 1999 (1)                   |                                  |
| Буньодкор (Ташкент) | 2014 (1)                   |                                  |
| АГМК (Алмалик)      |                            | 2019 (1)                         |
| Андижан             |                            | 2025 (1)                         |

## Виступи по представниках
|                      | Перемог |
| -------------------- | ------- |
| Переможці чемпіонату | 5       |
| Володарі кубку       | 6       |